# Wejherowskie Centrum Kultury
Wejherowskie Centrum Kultury (WCK) – dom kultury w Wejherowie, samorządowa instytucja kultury.
4 września 1990 uchwałą Rady Miasta Wejherowa stworzono Wejherowskie Centrum Kultury. Powstało ono z dotychczasowego  Miejskiego Domu Kultury. Od 1 lipca 2000 Wejherowskie Centrum Kultury stanowi Samorządową Instytucją Kultury z osobowością prawną. W 2010 rozpoczęła się budowa nowej siedziby instytucji (Filharmonia Kaszubska) z salą widowiskową w kształcie łodzi (400 miejsc), zakończona w 2013. W obiekcie znajdują się sale koncertowe i wystawiennicze oraz pracownie plastyczne i artystyczne.